# Kitty Blair
Kitty Blair (* 1985 in Ratingen) ist der Künstlername eines deutschen Foto- und Tattoo-Models. Sie war zeitweise als Pornodarstellerin tätig.

## Leben
Blair drehte unter anderem für MMV und Magmafilm, ist aber auch bei mydirtyhobby aktiv gewesen. Neben den Pornodrehs trat sie in NPD-Kreisen als Cheerleaderin auf, beispielsweise auf einer Geburtstagsparty von Peter Marx. Im Winter 2012/13 stieg sie laut eigenen Angaben als Darstellerin aus der Pornobranche aus, jedoch wurden in den Jahren 2012 bis 2017 mindestens 23 weitere Produktionen mit Szenen von ihr veröffentlicht. 2013 arbeitete sie als BDSM/Fetisch-Model mit dem Künstler Kommissar Hjuler zusammen.
In britische Boulevardpresseschlagzeilen von News One und Daily Mail geriet sie Ende März 2014 durch seit November 2013 bestehende Kontakte zu NPD-Kreisen. Anfang April 2014 griffen auch die deutschsprachigen Medien n-tv, Berliner Kurier und Spiegel Online den Sachverhalt auf. Die Online-Zeitschrift Vice führte mit ihr ein Interview. Die NPD erklärte sie zur unerwünschten Person und erteilte ihr Hausverbot, wies aber zurück, dass das aus rassistischen Gründen geschehen sei, weil sie ein Pornovideo mit einem Schwarzen gedreht habe, was auf der rechtsextremen Internetseite Freies Netz Saalfeld als Propagierung von Rassenvermischung gewertet wurde. Kitty Blair versuchte daraufhin, bei der Partei Die Rechte als Mitglied aufgenommen zu werden.
Die Wortmarke „Kitty Blair“ war von Ende Januar 2012 bis November 2021 beim DPMA eingetragen.

## Filmografie (Auswahl)
DVD:
- 2017: Backstage Ficker 16 (Erotic Planet)
- 2017: Mein Fickschlitten (Magma)
- 2016: Dark Dreams – Degradation (Magmafilm)
- 2016: Dark Dreams 23 – Devoted (Magmafilm)
- 2016: Gerichtsvollzieherin 1 (MMV)
- 2016: Vom Spanner beobachtet (MMV)
- 2015: Büro Stuten (MMV)
- 2015: Sprechstunde Frauenarzt 4 (MMV)
- 2014: Sau vom Bau 1 (MMV)
- 2014: Exposure (Scala B.V.)
- 2013: Vivian Schmitt – Nimm sie dir! (Videorama)
- 2013: Schlampen! (Magmafilm)
- 2013: Dark Dreams 14 – Without Reserve (Magmafilm)
- 2013: Straßenflirts 72 (Magmafilm)
- 2012: Jana B. – Kanal Sex (Videorama)
- 2012: Kanal Sex (Videorama)
- 2012: Kitty schluckt Sperma (GGG (German Goo Girls))
- 2012: Kitty! – Freude am Schlucken (GGG (German Goo Girls))
- 2012: Kitty entdeckt das Sperma (GGG (German Goo Girls))
- 2012: Maximum Perversum 108: Brand-heiss[11]

## TV-Auftritte
- RTL Exclusiv: „Der Fall Sexy Cora – Ein viel zu kurzes Leben“ (2011)[12]
- Frauentausch (2013)[13]